# Зборовский, Самуил

Герб Самойло Зборовского

Самойло (Самуи́л) Мартынович Зборо́вский (укр. Самійло (Самуїл) Мартинович Зборовський; (ок.1525, Золочев (ныне Львовская область Украины) — 26 мая 1584)) — военный и политический деятель Речи Посполитой, ротмистр королевский, магнат, гетман Войска Запорожского в 1581 году.
Сын каштеляна краковского М. Зборовского и Анны Конарской, наиболее знаменитый из братьев.

## Биография
Родился в городе Золочев, в семье шляхтича, дата рождения неизвестна.
Некоторое время находился при дворе польского короля Генриха Валуа. Во время коронационных пиршеств в Кракове, при вступлении последнего на престол в 1574 году, он в припадке гнева убил магната А. Ваповского, за что был осужден на вечное изгнание из Королевства Польского. Он удалился к низовым казакам и затем некоторое время жил при дворе седмиградского воеводы С. Батория, пока тот не был выбран в польские короли. В надежде получить помилование он самовольно вернулся в Польшу, но не был освобожден от наказания; тем не менее вместе с братьями Яном и Анджеем принимал участие в военных походах короля Стефана Батория на Русское государство. Вместе с воеводой брацлавским Янушем Збаражским Христофор Зборовский отличился в боях у Великих Лук и Торопцем.
По завершении войны Зборовский опять удалился к запорожцам, в 1581 году прибыл в Токмаковскую Сечь и был избран казаческим гетманом. Вёл переговоры с крымским ханом Мехмедом II Гераем, надеясь при его помощи завладеть Валахией.
В 1583 году (в союзе с Крымским ханством) инициировал поход на Молдавское княжество, намереваясь занять там престол. Зборовский возглавлял поход 2-тысячного казаческого отряда против молдаван и турок в район Буго-Днесторовского лимана.
В это же время, желая сохранить хорошие отношения с Турцией, призывал запорожских казаков в поход на Персию, что вызвало протесты в казацких массах.
После провала молдавского похода в 1584 году (неудачные боевые действия, голод в войске) Зборовский вернулся на родину, безнаказанно разъезжал по стране и распускал слухи, что собирается покончить с самим королём Стефаном Баторием и великим коронным гетманом Я. Замойским. Тогда Ян Замойский приказал его схватить и привести в Краков, где с согласия короля Стефана Батория он был обезглавлен 26 мая 1584 года. Позднее, во время элекционного сейма, проходившего во время выборы короля Речи Посполитой 1587 года, Замойского обвиняли в убийстве С. Зборовского. Это стало одним из поводов чуть не приведших шляхтичей, приехавших на сейм, к вооруженному противостоянию.

## Семья
Был женат на Софье Иордан, дочери каштеляна краковского Спытка Вавринца Иордана (1518—1568), от брака с которой имел сыновей Самуила и Александра, а также дочь Анну.

## Галерея

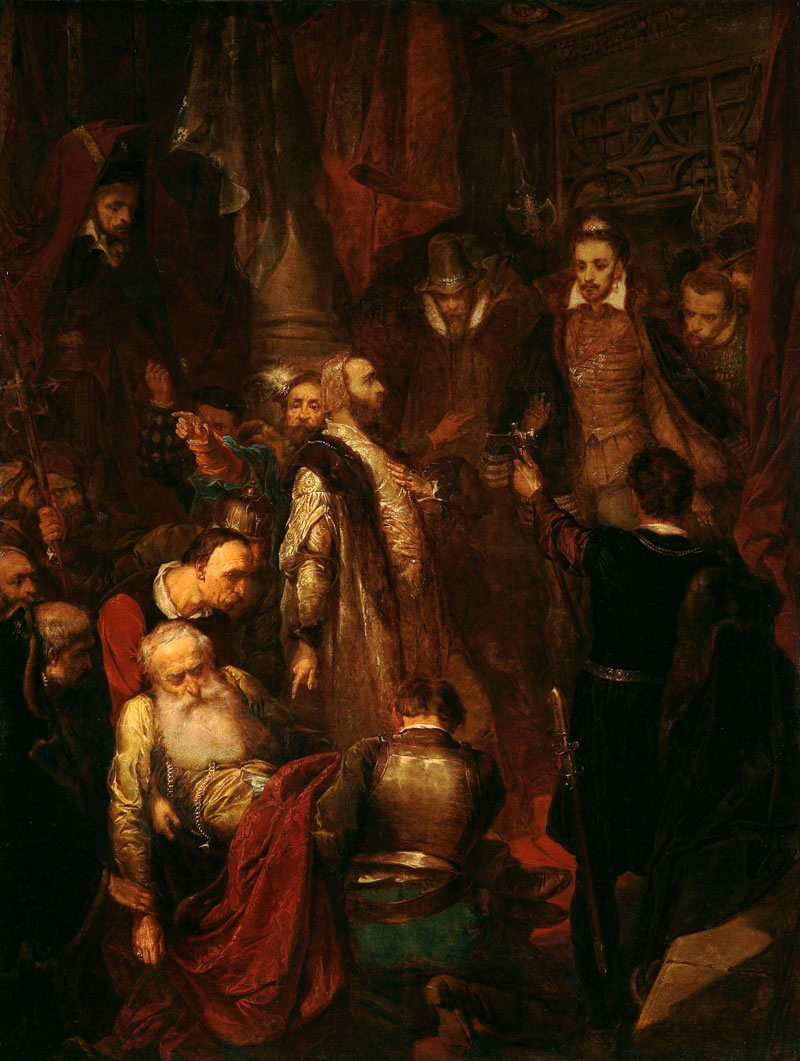
Убийство Ваповского во время коронации Генриха Валуа. Картина Яна Матейко
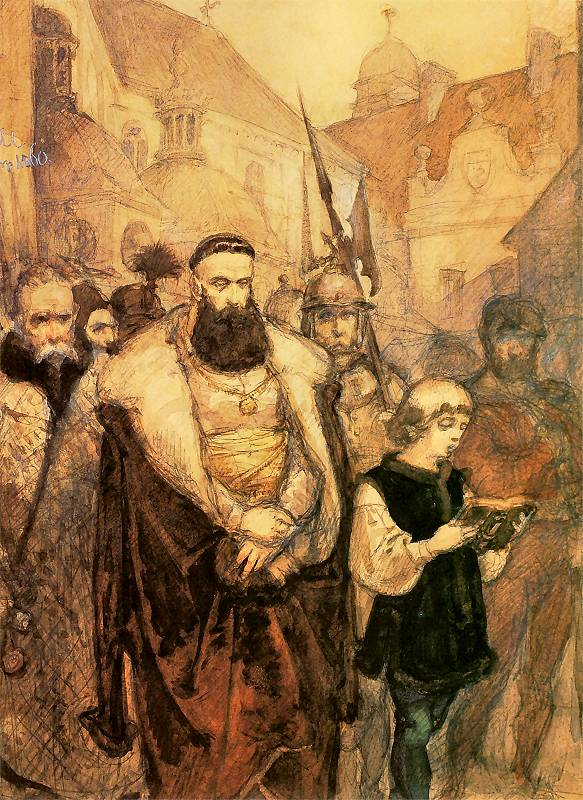
Самуил Зборовский, идущий на казнь. Картина Яна Матейко
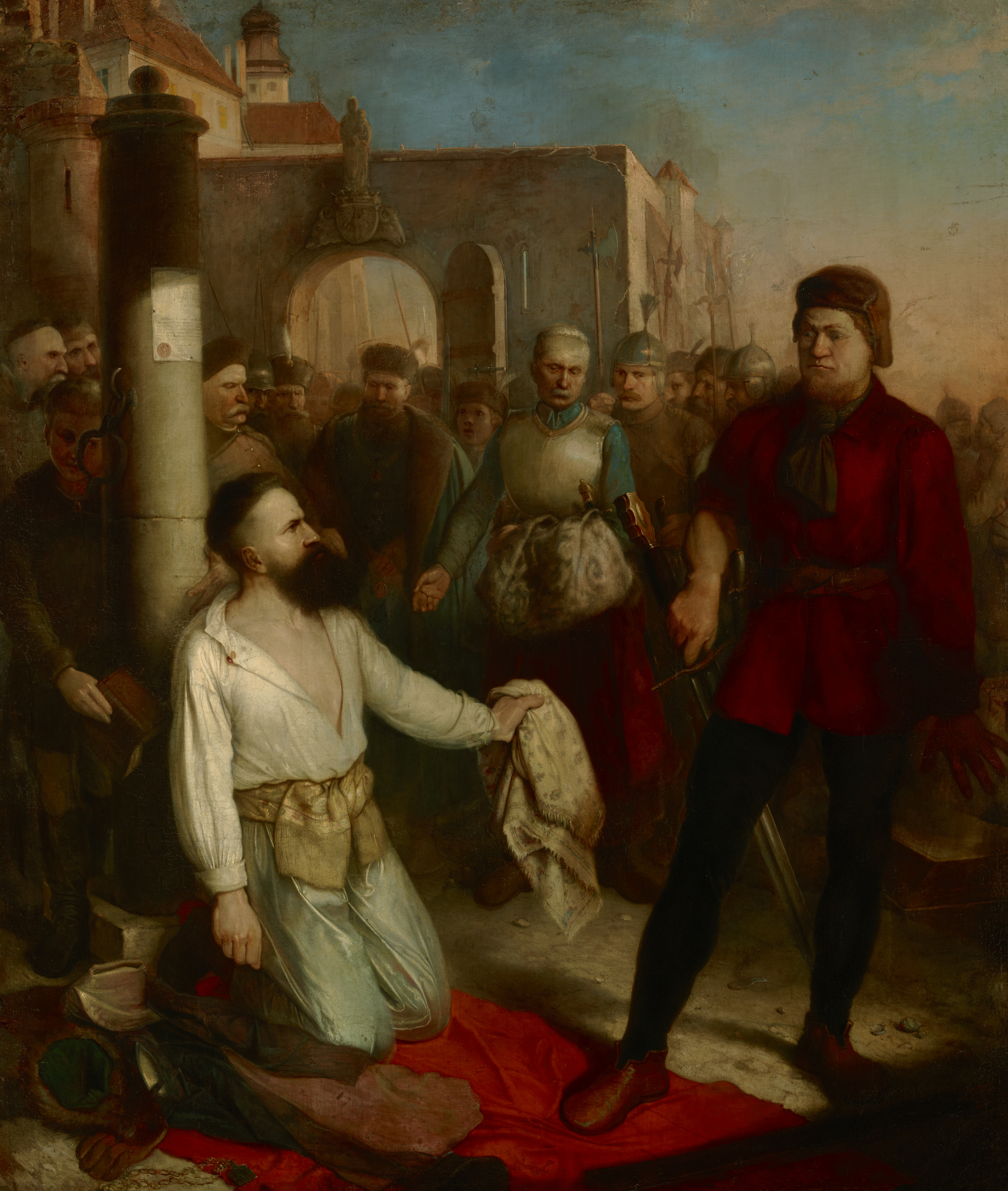
Казнь Самуила Зборовского. Картина Владислава Лушкевича